# Шевченко (Синельниківський район)
Шевче́нко — село у Синельниківському районі Дніпропетровської області. Входить до складу Васильківської селищної громади. Населення становить 104 особи. Колишній орган місцевого самоврядування — Павлівська сільська рада.

## Історія
12 червня 2020 року, відповідно до розпорядження Кабінету Міністрів України № 709-р від «Про визначення адміністративних центрів та затвердження територій територіальних громад Дніпропетровської області», увійшло до складу Васильківської селищної громади.
19 липня 2020 року, в результаті адміністративно-територіальної реформи і ліквідації Васильківського району, село увійшло до складу новоутвореного Синельниківського району.

## Географія
Село Шевченко розташоване на заході Синельниківського району. На південному сході межує з селом Аврамівка, на сході з селом Красне, на півночі з селом Кобзар та на заході з селищем Письменне. Поруч проходить залізниця, станція Письменна за 1 км.